# Apatura interfracta
Apatura interfracta är en fjärilsart som beskrevs av Cabeau 1930. Apatura interfracta ingår i släktet Apatura och familjen praktfjärilar. Inga underarter finns listade i Catalogue of Life.